# 超空人
《超空人》（原題：Captain Scarlet and the Mysterons）為傑瑞‧安德森（Gerry Anderson）的Century 21 Productions製作，ITC發行，1967年9月29日～1968年5月14日於英國ITV電視台所播出的科幻人偶影集，共32集。台灣最早於1968年（民國57年）10月27日至1969年（民國58年）6月8日間，於每週日在台視播出。後來中視在1973年（民國62年）3月5日，於每週一～五、日再放映時，易名為《雷霆機》，並於同年12月15日至1974年（民國63年）1月4日間，於每週一～五、日間配上國語配音重播；2004年巨圖科技 （页面存档备份，存于）在台發行DVD譯名仍延用前者。
2005年，則由原製作人傑瑞‧安德森全新製作了CG動畫翻拍版本《新超空人》（Gerry Anderson's New Captain Scarlet），於英國播出兩季結束。

## 故事概要
在2068年。那時地球上有一個「宇宙情報局（USS＝Universal Secret Service）」，專司策劃蒐集宇宙間各星球之情報，隸屬其下的 「七彩諜報隊」（Spectrum）則負責保護地球人類的安全。該隊以「雲霄基地（Cloud Base）」為中心，經常對地球和外太空作例行偵巡任務，找尋可能對地球不利之陰謀份子。
火星偵察行計中，終於發生了不幸事件。黑上尉誤以為火星隱形人是敵人，而主動摧毀他們在火星的基地，導致火星隱形人（Mysterons）的統治者認為地球人具有敵意，企圖侵略他們，於是主動在地球展開一連串報復性的攻擊不斷發動心理性的神經戰，於是「地球」與「火星」之間的間諜戰自此揭開。
戰事的進行是龐大而複雜的，包括「有形」的，「無形」的「神經」戰，其特色是無形的威脅感強烈。地球方面的主力，是以「七彩諜報隊」為骨幹，其組成份子有諜報員與飛行員。諜報員全屬男性，顧名思義，每一諜報員以七彩中的一種色彩作為代號。而飛行員則由來自美、英、法、中的五位佳麗擔任。她們所駕駛的「天使」戰鬥機隊為七彩諜報隊最堅強的一支空中武力。她們與諜報員密切配合，把地球的防禦工作做得天衣無縫。火星方面的主力僅將原屬七彩諜報隊之隊員黑上尉予以控制作為火星間諜，在地球上從事有形的破壞。大部份戰鬥均由火星隱形人所操縱。他來去無蹤，行動飄忽，而且能直接從火星向地球發動神經戰。

## 主要角色

### 七彩諜報隊（Spectrum）
- 白上校（Colonel White）

本名：查理·葛雷（Charles Grey）。是七彩諜報隊的指揮官。英國人。曾受高等教育，對計算機。航行學及理工造諳很深。在世界海軍服務期間，素以敢作敢為，頭腦冷靜及領導有方著稱。
- 紅上尉（Captain Scarlet）

本名：保羅·麥特凱夫（Paul Metcalfe）。七彩諜報隊的首席諜報員。他原本也受到火星人控制，卻在意外中恢復了自我意識，從此成為不死之身，大凡所有艱險任務均由他擔任，是直接對抗火星隱形人陰謀的領導人物。為英國名將後裔，曾獲工程、歷史及應用數學等學位。並曾接受嚴格之軍事訓練。眼神看似冰冷，其實私下十分有幽默感。
- 藍上尉（Captain Blue）

本名：亞當·沙文生（Adam Svenson）。七彩諜報隊的首席諜報員。出生在美國波士頓城。是經濟學、理工、計算機、應用力學和空氣動力學專家，曾擔任試飛員，智勇雙全，在世界航空學會裏享有盛譽。後來調往安全機構任情報員，因建功而被遴選為七彩諜報隊隊員，他個性突出。忍耐力特強，喜愛戶外生活。
- 黑上尉（Captain Black）

本名：康拉德·透納（Conrad Turner）。原為七彩隊員，其機智才幹不下於紅上尉，但在火星探測任務時魯莽摧毀火星人基地，導致地球人與火星人戰爭爆發，心神為火星人所控制，淪為替火星工作，出賣地球的間諜。
- 棕上尉（Captain Ochre）

本名：李察·福雷瑟（Richard Fraser）。美國人，但沒有像其他同僚們一樣顯赫的學歷。他醉心於飛行，十六歲就取得飛行執照，曾任職警界。他機警，善表達。愛講笑話，暇時愛玩模型飛機，對漂亮女孩有吸引力。
- 赤上尉（Captain Magenta）

本名：派翠克·唐納（Patrick Donaghue）。原籍愛爾蘭，生在紐約貧民區，受母親鼓勵，得以工讀方式在耶魯大學完成學業，專攻物理、電機及理工，曾因與極端份子有牽連而淪為黑社會首腦。紐約大部份黑社會組織都在他掌握之下。七彩諜報隊因為他在黑社會中聲望高，能直接深入反犯罪惡活動中心。所以竭力爭取。他對七彩隊根忠誠，七彩隊對其也很器重。
- 灰上尉（Captain Grey）

本名：布雷迪·荷登（Bradley Holden）。美國芝加哥人，原服務海軍，曾因戰績輝煌，調職海底安全巡邏隊，任「霹靂艇」艦長。因故受傷停職，兩年後傷癒，乃加入七彩諜報隊。他的特長，是處理棘手問題井然有序。思想敏捷，富敵情觀念，反應迅速，善於預測危機，喜歡游泳。
- 褐上尉（Captain Brown）

本名：不明……
- 靛上尉（Captain Indigo）

本名：不明……
- 綠中尉（Lieutenant Green）

本名：西摩·葛瑞菲（Seymour Griffiths）。出生波多黎各的黑人，是白上校的左右手。所有白上校的命令指示都經由他發佈，大學畢業，為人機警。鎮定、風趣，對音樂造諳很高。
- 黃大夫（Doctor Fawn ）

本名：愛德華·威爾基（Edward Wilkie）。澳洲人，為七彩隊醫務處長，負責隊員保健及太空醫學之研究工作。曾獲生物及醫學學位。

#### 天使戰鬥機隊
- 戴妮（Destiny Angel，台譯命運天使機）

本名：茱麗葉·朋頓（Juliette Pontoin）。法國人，褐瞳，亞麻色頭髮，常紮成雙束。帶法國人特有的口音。
- 申妮（Symphony Angel，台譯交響曲天使機）

本名：凱玲·溫萊特（Karen Wainwright）。美國人，綠瞳，金褐色頭髮，常變換髮型。藍上尉的女友。
- 梅妮（Rhapsody Angel，台譯狂想曲天使機）

本名：戴安娜·西蒙（Dianne Simms）。英國人，藍瞳，橘色長髮。
- 雷妮（Melody Angel，台譯旋律天使機）

本名：梅格羅莉亞·瓊斯（Magnolia Jones）。美國人，黑瞳，黑色短髮，黑皮膚。
- 哈妮（Harmony Angel，台譯和諧天使機）

本名：陳光（Chan Kwan）。華人，出生於日本，黑瞳，黑色短髮，黃皮膚。

## 主要裝備
- 雲霄基地（Cloud Base）

- 天使攔截機（Angel Interceptor）

- 七彩驅逐車（Spectrum Pursuit Vehicle）

- 七彩雅座車（Spectrum Saloon Car）

- 七彩偵測車（Spectrum Detector Truck）

- 七彩直昇機（Spectrum Helicopter）

- 七彩氣墊船（Spectrum Hovercraft）

- 七彩噴射客機（Spectrum Passenger Jet）

- 極上安全車（Maximum Security Vehicle）

- 超級直昇機（Magnacopter）

- 黃狐狸安全車（Yellow Fox Security Tanker）

## 劇集列表
※以下排列為最初於英國首播之際的順序；在台灣放映時電視台均有再各自施以調整。之後本作在2003年由Carlton公司推出《超空人》的〔數位復刻版〕DVD全集，集數與英國首播時之排列有所不同。
| 英國 | 英國                  | 英國           | 台灣             | 台灣         | 台灣                   |
| 集序 | 原題                  | 播映日         | 台視標題         | 中視標題     | 巨圖DVD標題            |
| ---- | --------------------- | -------------- | ---------------- | ------------ | ---------------------- |
| 1    | The Mysterons         | 1967年9月29日  | 火星隱形人       |              | 〔01〕2068年，火星     |
| 2    | Winged Assassin       | 1967年10月6日  | 飛機暗殺         |              | 〔02〕銀翼殺手         |
| 3    | Big Ben Strikes Again | 1967年10月13日 | 鐘聲傳奇         |              | 〔03〕鐘聲13響         |
| 4    | Manhunt               | 1967年10月20日 | 金蟬脫殼         | 擒兇記       | 〔05〕追捕             |
| 5    | Avalanche             | 1967年10月27日 | 大戰危機         |              | 〔11〕最後通牒         |
| 6    | White As Snow         | 1967年11月3日  | 李代桃僵         | 上校歷險記   | 〔08〕太歲頭上動土     |
| 7    | The Trap              | 1967年11月10日 | 陷阱             | 陷阱         | 〔17〕陷阱             |
| 8    | Operation Time        | 1967年11月17日 | 手術暗殺         | 移花接木     | 〔06〕手術時間         |
| 9    | Spectrum Strikes Back | 1967年11月24日 | 反擊武器         |              | 〔10〕七彩防衛隊的反擊 |
| 10   | Special Assignment    | 1967年12月1日  |                  |              | 〔20〕特殊任務         |
| 11   | The Heart Of New York | 1967年12月8日  | 冒牌隱形人       | 趁火打劫     | 〔13〕紐約之心         |
| 12   | Lunarville 7          | 1967年12月15日 | 自食惡果         |              | 〔16〕第七月球城       |
| 13   | Point 783             | 1967年12月22日 | 萬能戰車         |              | 〔04〕783基地          |
| 14   | Model Spy             | 1967年12月29日 | 模特兒間諜       |              | 〔18〕美人計           |
| 15   | Seek And Destroy      | 1968年1月5日   |                  |              | 〔09〕搜尋與摧毀       |
| 16   | Renegade Rocket       | 1968年1月19日  | 火箭之災         |              | 〔07〕背叛的火箭       |
| 17   | Crater 101            | 1968年1月26日  | 月球探險         |              | 〔22〕101號火山口      |
| 18   | Shadow Of Fear        | 1968年2月2日   | 偵察衛星         | 恐懼的陰影   | 〔12〕恐懼陰影         |
| 19   | Dangerous Rendezvous  | 1968年2月9日   | 危險約會         |              | 〔19〕危險的會面       |
| 20   | Fire At Rig 15        | 1968年2月16日  | 油井之災         | 油井保衛戰   | 〔14〕滅火行動         |
| 21   | Treble Cross          | 1968年2月23日  | 將計就計         |              | 〔29〕錯中錯           |
| 22   | Flight 104            | 1968年3月1日   | 絕處逢生         |              | 〔25〕104號班機        |
| 23   | Place Of Angels       | 1968年3月8日   | 天使之家         |              | 〔21〕天使之地         |
| 24   | Noose Of Ice          | 1968年3月12日  | 冰災             | 北極風雲     | 〔26〕冰圈套           |
| 25   | Expo 2068             | 1968年3月26日  | 原子爐危機       | 原子爐爭奪戰 | 〔23〕2068博覽會       |
| 26   | The Launching         | 1968年4月2日   | 新艦驚魂         |              | 〔15〕下水典禮         |
| 27   | Codename Europa       | 1968年4月9日   | 連環暗殺         | 百密一疏     | 〔27〕歐羅巴計畫       |
| 28   | Inferno               | 1968年4月16日  |                  |              | 〔32〕地獄             |
| 29   | Traitor               | 1968年4月23日  | 杯弓蛇影         | 離間陰謀     | 〔24〕叛徒             |
| 30   | Flight To Atlantica   | 1968年4月30日  | 亂性酒           |              | 〔28〕航向亞特蘭提卡   |
| 31   | Attack On Cloudbase   | 1968年5月7日   | 飛碟大戰雲霄基地 |              | 〔30〕攻擊雲霄基地     |
| 32   | The Inquisition       | 1968年5月14日  | 真假莫辨         | 險中奸計     | 〔31〕調查             |

## 相關作品
以下均為傑瑞‧安德森於1960～70年代所製作的超級人偶劇（Supermarionation）系列。
- 《萬能車》（Supercar）
- 《雷霆機》（Fireball XL5）
- 《霹靂艇》（Stingray）
- 《雷鳥神機隊》（Thunderbirds）
- 《小飛諜》（Joe 90'）
- 《袖珍密諜》（The Secret Service）

## 翻拍版本
- 《新超空人》（Gerry Anderson's New Captain Scarlet）

　本作的CG動畫重拍版本，仍由傑瑞‧安德森製作。

## 延伸閱讀
- 雷霆發威

## 外部連結
- 巨圖科技 （页面存档备份，存于）
- 五年級生的往日時光－超空人
- 台灣電視資料庫－超空人[永久]
- 台灣電視資料庫－雷霆機（中視）[永久]